# 軟舞
软舞，中国唐代教坊对舞乐的分部之一，意即文舞，指风格偏于优美柔婉、婀娜多姿的舞蹈，与“健舞”相对。
唐人将广泛流行在宫中的小型娱乐性教坊、贵族士大夫家宴及民间的小型表演性乐舞按照其风格特点划分为“软舞”、“健舞”，由民间乐舞改编而成，多用于宴享。舞姿轻盈柔婉、婀娜多姿，或如惊鸿、或如飞燕。按《乐府杂录》载，软舞主要包括《凉州》、《绿腰》、《苏合香》、《屈柘》、《团圆璇》、《甘州》、《垂手罗》、《回波乐》、《兰陵王》、《春莺啭》、《半社渠》、《借席》、《乌夜啼》等。